# Sportverein Stuttgarter Kickers 2015-2016
Questa voce raccoglie le informazioni riguardanti lo Sportverein Stuttgarter Kickers nelle competizioni ufficiali della stagione 2015-2016.

## Stagione
Nella stagione 2015-2016 il Stuttgarter Kickers, allenato da Horst Steffen, Alfred Kaminski e Tommy Stipić, concluse il campionato di 3. Liga al 18º posto e fu retrocesso in Regionalliga. In Coppa di Germania il Stuttgarter Kickers fu eliminato al primo turno dal Wolfsburg.

## Rosa
| N. |                       | Ruolo | Calciatore                |
| -- | --------------------- | ----- | ------------------------- |
| 1  | Germania (bandiera)   | P     | Korbinian Müller          |
| 3  | Germania (bandiera)   | A     | Daniel Lang               |
| 4  | Germania (bandiera)   | D     | Hendrik Starostzik        |
| 5  | Thailandia (bandiera) | D     | Manuel Bihr               |
| 6  | Germania (bandiera)   | C     | Sandrino Braun-Schumacher |
| 7  | Italia (bandiera)     | A     | Marco Calamita            |
| 8  | Germania (bandiera)   | C     | Gerrit Müller             |
| 9  | Croazia (bandiera)    | A     | Petar Slišković           |
| 10 | Italia (bandiera)     | C     | Enzo Marchese             |
| 11 | Francia (bandiera)    | A     | Lhadji Badiane            |
| 13 | Germania (bandiera)   | D     | Klaus Gjasula             |
| 14 | Germania (bandiera)   | A     | Lasse Lehmann             |
| 15 | Germania (bandiera)   | C     | Nico Blank                |
| 16 | Germania (bandiera)   | D     | Fabio Leutenecker         |
| 17 | Lituania (bandiera)   | C     | Gratas Sirgėdas           |
| 20 | Germania (bandiera)   | A     | Bajram Nebihi             |

| N. |                     | Ruolo | Calciatore          |
| -- | ------------------- | ----- | ------------------- |
| 21 | Germania (bandiera) | D     | Marc Stein          |
| 22 | Germania (bandiera) | C     | José Ikeng          |
| 23 | Germania (bandiera) | C     | Daniel Kaiser       |
| 24 | Bulgaria (bandiera) | C     | Edisson Jordanov    |
| 25 | Italia (bandiera)   | C     | Alessandro Abruscia |
| 26 | Germania (bandiera) | P     | Rouven Sattelmaier  |
| 27 | Germania (bandiera) | D     | Fabian Baumgärtel   |
| 28 | Germania (bandiera) | C     | Bentley Bahn        |
| 29 | Germania (bandiera) | D     | Tobias Pachonik     |
| 31 | Croazia (bandiera)  | P     | Joso Kobaš          |
| 32 | Germania (bandiera) | A     | Stephané Mvibudulu  |
| 33 | Germania (bandiera) | C     | Markus Mendler      |
| 37 | Germania (bandiera) | A     | Manuel Fischer      |
| 38 | Germania (bandiera) | P     | Carl Klaus          |
| 40 | Germania (bandiera) | A     | Erich Berko         |

## Organigramma societario
Area tecnica
- Allenatore:
- Allenatore in seconda: Marcel Hagmann
- Preparatore dei portieri: Erol Sabanov
- Preparatori atletici:

## Calciomercato

### Sessione estiva
| Acquisti | Acquisti            | Acquisti             | Acquisti |
| R.       | Nome                | da                   | Modalità |
| -------- | ------------------- | -------------------- | -------- |
| D        | Tobias Pachonik     | Norimberga           |          |
| C        | Alessandro Abruscia | Hoffenheim II        |          |
| A        | Erich Berko         | Stoccarda II         |          |
| D        | Manuel Bihr         | Norimberga           |          |
| C        | Edisson Jordanov    | Borussia Dortmund II |          |
| P        | Carl Klaus          | Wolfsburg II         |          |
| C        | Markus Mendler      | Norimberga           |          |
| P        | Rouven Sattelmaier  | Heidenheim           |          |
| C        | Gratas Sirgėdas     | Stoccarda II         |          |

| Cessioni | Cessioni                | Cessioni         | Cessioni |
| R.       | Nome                    | a                | Modalità |
| -------- | ----------------------- | ---------------- | -------- |
| C        | Besar Halimi            | Magonza          |          |
| C        | Amar Cekic              | Rot-Weiss Essen  |          |
| A        | Randy Edwini-Bonsu      | Aalen            |          |
| D        | Royal-Dominique Fennell | Kickers Würzburg |          |
| P        | Tobias Trautner         | Homburg          |          |

### Sessione invernale
| Acquisti | Acquisti           | Acquisti          | Acquisti |
| R.       | Nome               | da                | Modalità |
| -------- | ------------------ | ----------------- | -------- |
| A        | Petar Slišković    | Aarau             |          |
| A        | Stephané Mvibudulu | Monaco 1860       |          |
| C        | José Ikeng         | Hansa Rostock     |          |
| D        | Klaus Gjasula      | Kickers Offenbach |          |
| A        | Bajram Nebihi      | Union Berlino     |          |

| Cessioni | Cessioni           | Cessioni             | Cessioni |
| R.       | Nome               | a                    | Modalità |
| -------- | ------------------ | -------------------- | -------- |
| C        | Andreas Ivan       | Rot-Weiss Essen      |          |
| C        | Marco Gaiser       | Homburg              |          |
| A        | Elia Soriano       | Kickers Würzburg     |          |
| A        | Daniel Engelbrecht | Alemannia Aquisgrana |          |

## Risultati

### 3. Liga

#### Girone di andata
| Arbitro: | Alt |

|                                     |           |           |
| Braun-Schumacher 10’ Baumgärtel 52’ | Marcatori | 57’ Biada |

| Arbitro: | Cortus |

|               |           |           |
| Kandziora 77’ | Marcatori | 45’ Berko |

| Arbitro: | Perl |

|                              |           |  |
| Kluft 36’ Hertner 85’ (rig.) | Marcatori |  |

| Stoccarda 23 agosto 2015, ore 14:00 CEST 4ª giornata | Kickers Stoccarda | 0 – 0 referto | Aalen | Gazi-Stadion auf der Waldau (5 450 spett.)\| Arbitro: \| Thomsen \| |
| Arbitro:                                             | Thomsen           |               |       |                                                                     |

| Arbitro: | Badstübner |

|  |           |           |
|  | Marcatori | 52’ Berko |

| Stoccarda 29 agosto 2015, ore 14:00 CEST 6ª giornata | Kickers Stoccarda | 0 – 0 referto | Energie Cottbus | Gazi-Stadion auf der Waldau (3 840 spett.)\| Arbitro: \| Sather \| |
| Arbitro:                                             | Sather            |               |                 |                                                                    |

| Arbitro: | Gräfe |

|             |           |                      |
| Schmidt 23’ | Marcatori | 34’ Müller 47’ Berko |

| Arbitro: | Dietz |

|                      |           |  |
| Braun-Schumacher 36’ | Marcatori |  |

| Arbitro: | Koslowski |

|                                       |           |                                            |
| Schnellbacher 27’ Lorenz 72’ Sène 90’ | Marcatori | 18’ Braun-Schumacher 42’ Badiane 57’ Berko |

| Arbitro: | Sippel |

|             |           |                       |
| Soriano 78’ | Marcatori | 15’ Eilers 65’ Hefele |

| Arbitro: | Badstübner |

|                                                    |           |                      |
| Hoffmann 27’ Reichwein 70’ Krohne 74’ Bischoff 90’ | Marcatori | 19’ Müller 83’ Berko |

| Arbitro: | Bläser |

|  |           |                                                     |
|  | Marcatori | 21’ Dittgen 55’ Röttger 75’ (rig.) Rizzi 80’ Schiek |

| Arbitro: | Cortus |

|                           |           |              |
| Grüttner 67’ Gabriele 80’ | Marcatori | 47’ Jordanov |

| Arbitro: | Rohde |

|             |           |                           |
| Soriano 23’ | Marcatori | 38’ Shapourzadeh 73’ Weil |

| Arbitro: | Sather |

|          |           |  |
| Uzan 32’ | Marcatori |  |

| Arbitro: | Günsch |

|             |           |                                |
| Soriano 63’ | Marcatori | 1’, 40’, 65’ Klement 24’ Höler |

| Arbitro: | Koslowski |

|                  |           |           |
| Acquistapace 77’ | Marcatori | 53’ Berko |

| Arbitro: | Schütz |

|  |           |                         |
|  | Marcatori | 24’ Lorenzen 62’ Guwara |

| Arbitro: | Schult |

|              |           |  |
| Cincotta 77’ | Marcatori |  |

#### Girone di ritorno
| Arbitro: | Hussein |

|                                |           |             |
| Cauly 15’ Biada 35’ Königs 78’ | Marcatori | 82’ Mendler |

| Arbitro: | Schwermer |

|                     |           |                      |
| Berko 5’ Müller 89’ | Marcatori | 31’ Syhre 46’ Savran |

| Arbitro: | Dankert |

|           |           |                |
| Berko 27’ | Marcatori | 90’ Breitkreuz |

| Arbitro: | Ittrich |

|                                  |           |  |
| Morys 72’ Drexler 74’ Kienle 83’ | Marcatori |  |

| Arbitro: | Pfeifer |

|                                  |           |  |
| Baumgärtel 11’ (rig.) Nebihi 65’ | Marcatori |  |

| Arbitro: | Huber |

|                 |           |                                 |
| Sukuta-Pasu 34’ | Marcatori | 37’ (rig.) Baumgärtel 58’ Stein |

| Stoccarda 19 febbraio 2016, ore 19:00 CET 26ª giornata | Kickers Stoccarda | 0 – 0 referto | Holstein Kiel | Gazi-Stadion auf der Waldau (3 450 spett.)\| Arbitro: \| Koslowski \| |
| Arbitro:                                               | Koslowski         |               |               |                                                                       |

| Arbitro: | Storks |

|                     |           |              |
| Ernst 2’ Chahed 32’ | Marcatori | 66’ Abruscia |

| Arbitro: | Waschitzki-Günther |

|               |           |  |
| Mvibudulu 71’ | Marcatori |  |

| Arbitro: | Cortus |

|               |           |            |
| Stefaniak 60’ | Marcatori | 76’ Nebihi |

| Arbitro: | Bläser |

|              |           |  |
| Abruscia 43’ | Marcatori |  |

| Arbitro: | Schütz |

|             |           |                      |
| Gehring 80’ | Marcatori | 45’ Braun-Schumacher |

| Arbitro: | Aarnink |

|                                                            |           |                |
| Kirchhoff 2’ (aut.) Berko 32’ Leutenecker 44’ Abruscia 67’ | Marcatori | 86’ Besuschkow |

| Arbitro: | Pfeifer |

|                              |           |             |
| Shapourzadeh 43’ (rig.), 69’ | Marcatori | 78’ Badiane |

| Arbitro: | Dingert |

|  |           |           |
|  | Marcatori | 69’ Aydın |

| Arbitro: | Mix |

|            |           |                       |
| Parker 78’ | Marcatori | 59’ Berko 83’ Mendler |

| Arbitro: | Günsch |

|           |           |  |
| Berko 37’ | Marcatori |  |

| Arbitro: | Alt |

|              |           |  |
| Yıldırım 52’ | Marcatori |  |

| Arbitro: | Thomsen |

|  |           |          |
|  | Marcatori | 87’ Fink |

### Coppa di Germania
| Arbitro: | Stegemann |

|             |           |                                              |
| Badiane 80’ | Marcatori | 4’ Kruse 45’ Dost 47’ De Bruyne 86’ Bendtner |

## Statistiche

### Statistiche di squadra
| Competizione      | Punti | In casa | In casa | In casa | In casa | In casa | In casa | In trasferta | In trasferta | In trasferta | In trasferta | In trasferta | In trasferta | Totale | Totale | Totale | Totale | Totale | Totale | DR  |
| Competizione      | Punti | G       | V       | N       | P       | Gf      | Gs      | G            | V            | N            | P            | Gf           | Gs           | G      | V      | N      | P      | Gf     | Gs     | DR  |
| ----------------- | ----- | ------- | ------- | ------- | ------- | ------- | ------- | ------------ | ------------ | ------------ | ------------ | ------------ | ------------ | ------ | ------ | ------ | ------ | ------ | ------ | --- |
| 3. Liga           | 43    | 19      | 7       | 5       | 7       | 18      | 21      | 19           | 4            | 5            | 10           | 20           | 31           | 38     | 11     | 10     | 17     | 38     | 52     | -14 |
| Coppa di Germania | -     | 1       | 0       | 0       | 1       | 1       | 4       | 0            | 0            | 0            | 0            | 0            | 0            | 1      | 0      | 0      | 1      | 1      | 4      | -3  |
| Totale            | 43    | 20      | 7       | 5       | 8       | 19      | 25      | 19           | 4            | 5            | 10           | 20           | 31           | 39     | 11     | 10     | 18     | 39     | 56     | -17 |

### Andamento in campionato
| Giornata  | 1 | 2 | 3  | 4  | 5 | 6 | 7 | 8 | 9 | 10 | 11 | 12 | 13 | 14 | 15 | 16 | 17 | 18 | 19 | 20 | 21 | 22 | 23 | 24 | 25 | 26 | 27 | 28 | 29 | 30 | 31 | 32 | 33 | 34 | 35 | 36 | 37 | 38 |
| --------- | - | - | -- | -- | - | - | - | - | - | -- | -- | -- | -- | -- | -- | -- | -- | -- | -- | -- | -- | -- | -- | -- | -- | -- | -- | -- | -- | -- | -- | -- | -- | -- | -- | -- | -- | -- |
| Luogo     | C | T | T  | C  | T | C | T | C | T | C  | T  | C  | T  | C  | T  | C  | T  | C  | T  | T  | C  | C  | T  | C  | T  | C  | T  | C  | T  | C  | T  | C  | T  | C  | T  | C  | T  | C  |
| Risultato | V | N | P  | N  | V | N | V | V | N | P  | P  | P  | P  | P  | P  | P  | N  | P  | P  | P  | N  | N  | P  | V  | V  | N  | P  | V  | N  | V  | N  | V  | P  | P  | V  | V  | P  | P  |
| Posizione | 4 | 7 | 12 | 12 | 7 | 8 | 5 | 4 | 5 | 7  | 8  | 10 | 11 | 12 | 14 | 18 | 17 | 20 | 20 | 20 | 20 | 20 | 20 | 20 | 19 | 19 | 19 | 18 | 19 | 18 | 18 | 17 | 17 | 18 | 16 | 15 | 16 | 18 |

Legenda:

Luogo: C = Casa; T = Trasferta. Risultato: V = Vittoria; N = Pareggio; P = Sconfitta.

### Statistiche dei giocatori
| Giocatore           | 3. Liga  | 3. Liga | 3. Liga     | 3. Liga    | Coppa di Germania | Coppa di Germania | Coppa di Germania | Coppa di Germania | Totale   | Totale | Totale      | Totale     |
| Giocatore           | Presenze | Reti    | Ammonizioni | Espulsioni | Presenze          | Reti              | Ammonizioni       | Espulsioni        | Presenze | Reti   | Ammonizioni | Espulsioni |
| ------------------- | -------- | ------- | ----------- | ---------- | ----------------- | ----------------- | ----------------- | ----------------- | -------- | ------ | ----------- | ---------- |
| A. Abruscia         | 22       | 3       | 2           | 0          | 0                 | 0                 | 0                 | 0                 | 22       | 3      | 2           | 0          |
| L. Badiane          | 22       | 2       | 3           | 0          | 1                 | 1                 | 0                 | 0                 | 23       | 3      | 3           | 0          |
| B. Bahn             | 20       | 0       | 5           | 1          | 1                 | 0                 | 1                 | 0                 | 21       | 0      | 6           | 1          |
| F. Baumgärtel       | 37       | 3       | 6           | 0          | 1                 | 0                 | 0                 | 0                 | 38       | 3      | 6           | 0          |
| E. Berko            | 36       | 11      | 8           | 0          | 1                 | 0                 | 0                 | 0                 | 37       | 11     | 8           | 0          |
| M. Bihr             | 23       | 0       | 5           | 0          | 0                 | 0                 | 0                 | 0                 | 23       | 0      | 5           | 0          |
| N. Blank            | 0        | 0       | 0           | 0          | 0                 | 0                 | 0                 | 0                 | 0        | 0      | 0           | 0          |
| S. Braun-Schumacher | 30       | 4       | 10          | 0          | 1                 | 0                 | 0                 | 0                 | 31       | 4      | 10          | 0          |
| M. Calamita         | 0        | 0       | 0           | 0          | 0                 | 0                 | 0                 | 0                 | 0        | 0      | 0           | 0          |
| D. Engelbrecht      | 3        | 0       | 0           | 0          | 0                 | 0                 | 0                 | 0                 | 3        | 0      | 0           | 0          |
| M. Fischer          | 14       | 0       | 1           | 0          | 1                 | 0                 | 0                 | 0                 | 15       | 0      | 1           | 0          |
| M. Gaiser           | 3        | 0       | 1           | 0          | 1                 | 0                 | 1                 | 0                 | 4        | 0      | 2           | 0          |
| K. Gjasula          | 16       | 0       | 8           | 0          | 0                 | 0                 | 0                 | 0                 | 16       | 0      | 8           | 0          |
| J. Ikeng            | 0        | 0       | 0           | 0          | 0                 | 0                 | 0                 | 0                 | 0        | 0      | 0           | 0          |
| A. Ivan             | 2        | 0       | 0           | 0          | 1                 | 0                 | 0                 | 0                 | 3        | 0      | 0           | 0          |
| E. Jordanov         | 26       | 1       | 5           | 0          | 0                 | 0                 | 0                 | 0                 | 26       | 1      | 5           | 0          |
| D. Kaiser           | 0        | 0       | 0           | 0          | 0                 | 0                 | 0                 | 0                 | 0        | 0      | 0           | 0          |
| C. Klaus            | 12       | 0       | 0           | 2          | 1                 | 0                 | 0                 | 0                 | 13       | 0      | 0           | 2          |
| J. Kobaš            | 0        | 0       | 0           | 0          | 0                 | 0                 | 0                 | 0                 | 0        | 0      | 0           | 0          |
| D. Lang             | 1        | 0       | 0           | 0          | 0                 | 0                 | 0                 | 0                 | 1        | 0      | 0           | 0          |
| L. Lehmann          | 2        | 0       | 0           | 0          | 0                 | 0                 | 0                 | 0                 | 2        | 0      | 0           | 0          |
| F. Leutenecker      | 33       | 1       | 5           | 1          | 1                 | 0                 | 0                 | 0                 | 34       | 1      | 5           | 1          |
| E. Marchese         | 19       | 0       | 5           | 0          | 1                 | 0                 | 0                 | 0                 | 20       | 0      | 5           | 0          |
| M. Mendler          | 24       | 2       | 0           | 0          | 1                 | 0                 | 0                 | 0                 | 25       | 2      | 0           | 0          |
| S. Mvibudulu        | 16       | 1       | 2           | 0          | 0                 | 0                 | 0                 | 0                 | 16       | 1      | 2           | 0          |
| G. Müller           | 21       | 3       | 0           | 0          | 1                 | 0                 | 0                 | 0                 | 22       | 3      | 0           | 0          |
| K. Müller           | 7        | 0       | 0           | 0          | 0                 | 0                 | 0                 | 0                 | 7        | 0      | 0           | 0          |
| B. Nebihi           | 13       | 2       | 1           | 0          | 0                 | 0                 | 0                 | 0                 | 13       | 2      | 1           | 0          |
| T. Pachonik         | 15       | 0       | 2           | 0          | 0                 | 0                 | 0                 | 0                 | 15       | 0      | 2           | 0          |
| R. Sattelmaier      | 21       | 0       | 0           | 0          | 0                 | 0                 | 0                 | 0                 | 21       | 0      | 0           | 0          |
| G. Sirgėdas         | 1        | 0       | 0           | 0          | 0                 | 0                 | 0                 | 0                 | 1        | 0      | 0           | 0          |
| P. Slišković        | 9        | 0       | 0           | 0          | 0                 | 0                 | 0                 | 0                 | 9        | 0      | 0           | 0          |
| E. Soriano          | 18       | 3       | 4           | 0          | 0                 | 0                 | 0                 | 0                 | 18       | 3      | 4           | 0          |
| H. Starostzik       | 28       | 0       | 3           | 0          | 1                 | 0                 | 0                 | 0                 | 29       | 0      | 3           | 0          |
| M. Stein            | 33       | 1       | 4           | 0          | 0                 | 0                 | 0                 | 0                 | 33       | 1      | 4           | 0          |